# Paradigm (informatique)
 (juin 2014).
Si vous disposez d'ouvrages ou d'articles de référence ou si vous connaissez des sites web de qualité traitant du thème abordé ici, merci de compléter l'article en donnant les références utiles à sa vérifiabilité et en les liant à la section « Notes et références ».
Paradigm est l'organisme d'intérêt public (OIP) de la Région de Bruxelles-Capitale chargé de l'informatique régionale et communale.
Créé par une loi du 21 août 1987 sous le nom de CIRB, centre informatique de la Région Bruxelloise, CIBG en néerlandais : Centrum voor Informatica voor het Brusselse Gewest,  modifiée par une ordonnance régionale du 29 juillet 1999, Paradigm a pour objectif d'organiser, de promouvoir et de disséminer l'usage des technologies de l'information et de la communication (TIC) auprès de divers publics bruxellois.
En 2016, Paradigm lance son portail de données ouvertes. Ce portail sert de point d'entrée unique vers des jeux de données des services publics bruxellois et de leurs partenaires.
En 2023, le CIRB devient Paradigm.Brussels